# 鷹栖観音堂

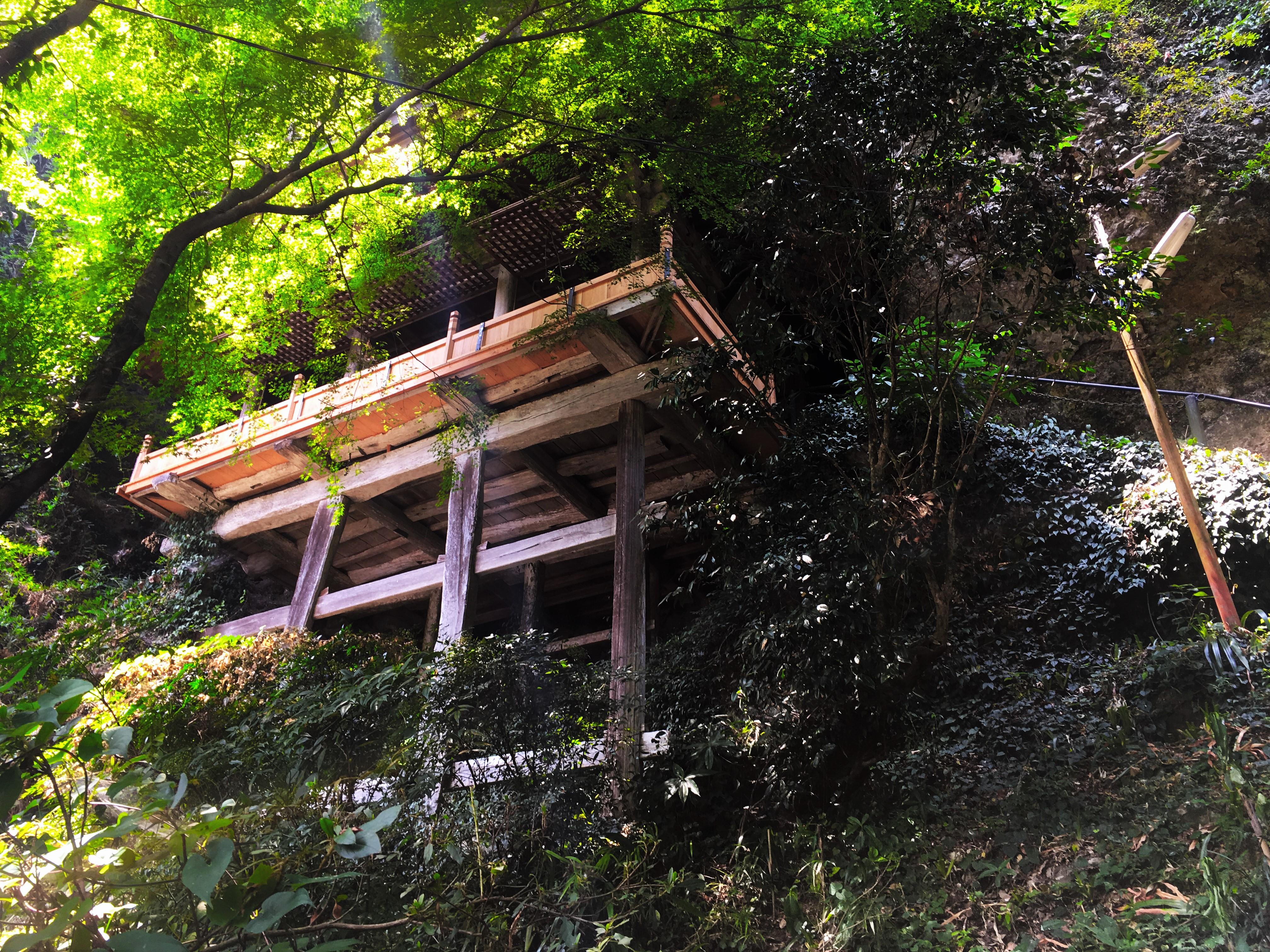
鷹栖観音堂

鷹栖観音堂（たかすかんのんどう）は、大分県宇佐市にある寺院。もともとは対岸にある鷹栖山観音寺の奥の院として建てられたが、現在では観音寺本体は無人の寺となっており、観音堂および周辺施設のみ地元の地域住民の手で管理および祭祀が続けられている。

## 概要
観音寺は、元々宇佐神宮弥勒寺の塔頭のひとつとして、法蓮によって建立された。後に虚空蔵寺の本尊であった薬師如来像がここに移された（現在の薬師堂）。奥の院としての鷹栖観音堂は、現在ではつり橋および岩を刳り貫いた洞門によって周辺地区と接続されているが、当時は渡し船か山道しか直接行く方法はなく、百間岩と呼ばれる断崖絶壁など、古くから景勝の地として知られていた。

## 堂宇
- 観音堂　鷹栖観音堂の本体。江戸時代の絵図によれば、かつては山門などもあったようだが、現在は失われている。断崖に作られた懸造りの建築物。過去何度か建て替えられた記録が残り、現在の建物は江戸時代の建築。階段の登り口には仁王像が残されているほか、仁王像周辺には多数の地蔵・石仏などがある。中には小振りながら磨崖仏もある。現在は文化財保護の観点から主な祭礼は慈眼堂で行われる。
- 大悲堂　通常の参拝に使うため、地元民の寄付により観音堂下に建設された堂塔。周辺の公園の休憩所として使われる東屋風の建築で、休憩所の奥に観音像が安置されているような形式になっている。
- 慈眼堂　観音堂の老朽化に対応し、祭祀等も行えるような通常の寺院建築として観音堂下に建設された堂塔。祭礼の際には多数の参拝者が一度に詰めかけるため、老朽化した観音堂では危険があることから、もっぱらこちらで行われる。
- 薬師堂　宇佐八幡宮弥勒寺から移された旧虚空蔵寺の本尊を祀る。断崖の中に安置された懸造りである点は観音堂と同じだが、こちらは参拝者が中にはいるような造りではなく、ただ薬師像を安置するためだけの建物である。上記の3つの堂とは少し離れた位置にある。

## 行事
- 修正鬼会　1月4日。対岸の観音寺（無住）から寒中の川を渡って鬼の面を観音堂に奉納する祭り。
- 千日参り　1月10日。地元では「智恵もらい」と俗称される。1回参れば千日分の御利益があるとされること、そして智恵向上や学力向上・学業成就等に御利益があるとされていることが名前の由来。

## 周辺
- 小坂不動尊　鷹栖観音堂と同じく法蓮または仁聞の手によると伝えられる不動明王を祀る堂。鷹栖観音堂の上流の断崖に、これまた懸造りで建設されている。